# Ford Romania
Ford România è la società in territorio romeno della casa automobilistica Ford con sede a Craiova, Romania.

## Storia
La fabbrica fu fondata nel 1976 come Oltcit con partecipazione statale di Romania e Citroën. Nel 1991, la casa automobilistica francese si ritira dalla società e la fabbrica diventa statale, Oltcit diventa Automobile Craiova. Nel 1994, Automobile Craiova viene acquisita dal gruppo sud coreano Daewoo creando la società a nome Daewoo Automobile România, e nel 2006 la società coreana si ritira; nuovamente il governo rumeno diventa azionista di maggioranza.
Nel 2007, Ford offrì 57 milioni di euro per il 72,4% di azioni Automobile Craiova.
Immediatamente nel settembre 2007, la Commissione Europea (CE) inizia a indagare sull'operazione per un ipotetico aiuto di Stato illegale.
Nel febbraio 2008, dopo diversi scambi di accuse le parti convengono che vi è stato un aiuto da parte dello Stato romeno verso la Ford di 27,5 milioni di euro.
Ford diventa proprietario di Automobile Craiova nel marzo 2008.
Nella primavera 2009 la Ford acquisisce anche il 22% di azioni detenuto da SIF Oltenia.
Ford si impegnò a produrre un minimo di 200.000 veicoli l'anno per un investimento totale di 800 milioni di euro.
Nel gennaio 2010, Ford riceve un finanziamento di 400 milioni di euro dalla Banca Europea di Investimenti, con garanzia dello  Stato rumeno per l'80%. Il credito venne concesso per lo sviluppo di un motore a basso impatto ambientale da produrre nella fabbrica di Craiova.
La produzione di veicoli nella fabbrica Craiova iniziò l'8 settembre 2009, con una produzione giornaliera di 10 automobili e una produzione per il 2009 di 1.000 unità.
Secondo la Ford Romania, nel 2013 la fabbrica aveva una capacità di 350.000 per anno.
Nel 2012 vennero prodotte 30.600 unità.

## Modelli prodotti

### Auto fuori produzione
- Oltcit Special (1981–1990)
- Oltcit Club (1981–1995)
- Citroën Axel (1985–1990)
- Oltcit Club 12 CS (1993–1995)
- Daewoo Cielo (1996–2007)
- Daewoo Espero (1996–2002)
- Daewoo Tico (1998–2002)
- Daewoo Leganza (1998–2002)
- Daewoo Nubira (1998–2008)
- Daewoo Matiz (1999–2008)
- Daewoo Tacuma (2002–2007)

### Auto in produzione
- Ford Transit Connect (2009–2012)
- Ford B-MAX (dal 2012)
- Ford Puma (dal 2019)